# Roman Kosierkiewicz
Roman Kosierkiewicz (ur. 22 lipca 1925 w Końskich, zm. 24 czerwca 2000 w Warszawie) – polski śpiewak, aktor.

## Życiorys
W 1953 ukończył (bez dyplomu) Średnią Szkołę Muzyczną. Zaczynał w latach 40. jako spiker w Polskim Radiu. Od 1948 występował na scenach warszawskich: Teatrze Nowej Warszawy (1949-50). Od 1955 śpiewał czołowe partie jako solista Operetki Warszawskiej (1953-81).
W latach 1965–1990 grał role epizodyczne w filmach polskich.

## Filmografia
- 1965: Sam pośród miasta – pijak w izbie wytrzeźwień
- 1966: Wojna domowa – Antoni, mężczyzna na poczcie (odcinek 9)
- 1967: Ja gorę! – ksiądz, kapelan biskupa
- 1968: Człowiek z M-3 – robotnik na budowie domu Piechockiego
- 1968: Mistrz tańca
- 1970: Kolumbowie – strażnik w gestapowskim więzieniu (odcinek 2)
- 1972: Kwiat paproci – Roman Nowak, gość zjazdu
- 1973: Janosik – bogaty góral (odcinek 9)
- 1973: Wielka miłość Balzaka – członek służby Hańskich (odcinek 1)
- 1974: Wielkanoc
- 1975: Dyrektorzy – mężczyzna rozmawiający z Czernym (odcinek 6). Wystąpił też w odcinku 2.
- 1976–1984: 07 zgłoś się – milicjant (odcinek 2-4), pijak w komendzie MO (odcinek 14), mężczyzna w restauracji w Kosowie (odcinek 16)
- 1976: Brunet wieczorową porą – tańczący w restauracji
- 1976: Daleko od szosy – kierownik w przedsiębiorstwie, w którym pracował Leszek
- 1976–1977: Parada oszustów – mieszkaniec Labriet (Mistrz zawsze traci); pijaczek na komisariacie (Tajny detektyw)
- 1976: Polskie drogi – mężczyzna na stacji kolejowej (odcinek 2)
- 1976: Wakacje – urzędnik we śnie Andrzeja (odcinek 1)
- 1977: Układ krążenia – członek kierownictwa klubu piłkarskiego (odcinek 1)
- 1977: Wesołych świąt – strażnik na parkingu
- 1977: Zezem – znajomy podwożący Górnego do domu (odcinek 8)
- 1978: Dorota – mężczyzna w sklepie odzieżowym
- 1978: Ślad na ziemi – członek komisji awaryjnej
- 1978: Justyna – mężczyzna na otwarciu teatru
- 1979: Przyjaciele (odcinek 1)
- 1979: Racławice. 1794 – uczestnik spotkania w mieszkaniu szambelana Węgierskiego
- 1979: Skradziona kolekcja – wiecznie pijany sąsiad Joanny
- 1979: Tajemnica Enigmy – przewodnik mający przeprowadzić grupę Polaków przez granicę
- 1979: ...droga daleka przed nami... – Niemiec w celi chłopców
- 1980–1982: Dom – kasjer na stacji kolejowej (odcinek 6), milicjant (odcinek 9 i 10)
- 1980: Kariera Nikodema Dyzmy – Starewicz, dyrektor tartaku Kunickiego (odcinki 2 i 6)
- 1980: Młyn Lewina – Feierabend
- 1980: Miś – członek ekipy filmu „Ostatnia paróweczka hrabiego Barry Kenta”
- 1980: Polonia Restituta – polityk francuski
- 1980: Powstanie Listopadowe. 1830–1831 – Wincenty Niemojewski
- 1980: Sherlock Holmes i doktor Watson – gość lorda Bromptona (odcinek 12)
- 1981: Białe tango – pijaczek w pociągu (odcinek 5)
- 1981: Najdłuższa wojna nowoczesnej Europy – karczmarz (odcinek 7)
- 1982: Polonia Restituta – polityk francuski, uczestnik Kongresu Wersalskiego
- 1982: Życie Kamila Kuranta (odcinek 4)
- 1983: Sześć milionów sekund – dozorca w ZOO (odcinek 16)
- 1983: Alternatywy 4 – mleczarz (odcinek 5)
- 1983: Fachowiec – żandarm
- 1983: Katastrofa w Gibraltarze – porucznik Ludwik Łubieński
- 1983: Na odsiecz Wiedniowi – poseł
- 1983: Szkatułka z Hongkongu – odźwierny w restauracji
- 1984: Alabama – sprzedawca choinek
- 1984: Cień już niedaleko – uczestnik spotkania
- 1984: Pan na Żuławach – mieszkaniec Łuczyc (odcinki 5, 7 i 10)
- 1984: Umarłem, aby żyć – woźnica
- 1984: Zdaniem obrony – szatniarz w lokalu
- 1985: Bariery – uwodziciel
- 1985: Chrześniak – pracownik PGR
- 1985: Dłużnicy śmierci – śpiewający na weselu Malarczyka
- 1985: Greta
- 1985: Na wolność – starszy pan na dancingu
- 1985: Pan W. – listonosz
- 1985: Rośliny trujące – drukarz
- 1986: Blisko, coraz bliżej – kolega Roberta (odcinek 11)
- 1986: Dwie wigilie
- 1986: Tulipan – szatniarz (odcinek 1)
- 1986: Wcześnie urodzony – pacjent o kulach
- 1986: Zmiennicy – majster remontujący pałac w Zatorach (odcinek 9)
- 1987: Ballada o Januszku – mężczyzna na koncercie Rybałtów (odcinek 6)
- 1987: Brawo mistrzu
- 1987: Cesarskie cięcie
- 1987: Dorastanie – towarzysz z KW (odcinek 7)
- 1987: Śmieciarz – gajowy Skrzypczak (odcinek 2)
- 1987: Trzy kroki od miłości – aktor w serialu Paulińskiego
- 1987: Wielki Wóz – kapitan
- 1987: Zad wielkiego wieloryba – strażnik w Muzeum Narodowym
- 1988: Chichot Pana Boga – dozorca w domu Sandry
- 1988: Desperacja – Fidorin
- 1988: Generał Berling
- 1988: Pamięć i legenda – radiotelegrafista
- 1988: Romeo i Julia z Saskiej Kępy – szatniarz
- 1988: Spadek – żołnierz niemiecki
- 1988: Warszawskie gołębie – sąsiad Kaczmarskich na Targówku
- 1988: Zakole – listonosz Sawicki
- 1988: Zmowa – dyspozytor w bazie PKS
- 1989: Goryl, czyli ostatnie zadanie...
- 1989: Modrzejewska – aktor z trupy Łobojki (odcinek 2)
- 1989: Qui vivra verra... kto przeżyje zobaczy
- 1989: Rififi po sześćdziesiątce – strażnik w banku
- 1989: Sceny nocne
- 1990: Piggate – kelner